# 16648 Hossi
16648 Hossi eller 1993 SH7 är en asteroid i huvudbältet som upptäcktes den 17 september 1993 av den belgiske astronomen Eric W. Elst vid La Silla-observatoriet. Den är uppkallad efter den tyska fysikern och Youtubearen Sabine Hossenfelder.